# Portugal aux Jeux européens de 2015
Le Portugal était présent aux Jeux européens de 2015, la première édition des Jeux européens, organisée à Bakou, en Azerbaïdjan.

## Médailles
| Sport                   | Discipline                              | Athlète(s) | Performance | Date    |
| Médailles d'or : 3      |                                         | |             |         |
| Judo                    | Femmes - Moins de 57 kg                 | Telma Monteiro |             | 25 juin |
| Taekwondo               | Hommes - Moins de 58 kg                 | Rui Bragança |             | 16 juin |
| Tennis de table         | Hommes - Par équipes                    | Tiago Apolónia Marcos Freitas João Geraldo |             | 15 juin |
| Médailles d'argent : 4  |                                         | |             |         |
| Canoë-kayak             | Hommes - K1 1000 m                      | Fernando Pimenta |             | 15 juin |
| Canoë-kayak             | Hommes - K1 5000 m                      | Fernando Pimenta |             | 16 juin |
| Tir                     | Hommes - Pistolet à 10 m air comprimé   | João Costa |             | 17 juin |
| Triathlon               | Hommes - Triathlon                      | João Silva |             | 14 juin |
| Médailles de bronze : 3 |                                         | |             |         |
| Gymnastique             | Femmes- Trampoline Concours synchronisé | Ana Rente Beatriz Martins |             | 21 juin |
| Taekwondo               | Hommes - Moins de 80 kg                 | Júlio Ferreira |             | 18 juin |
| Football de plage       | Hommes - Football de plage              | Alan Cavalcanti Alan Elinton Andrade Tiago Batalha Nuno Belchior Rui Coimbra José Maria Fonseca Madjer Bruno Novo Tiago Petrony Bernardo Santos Jordan Santos Bruno Torres |             | 28 juin |